# Élection présidentielle iranienne de 2024
L'élection présidentielle iranienne de 2024 se tient le 28 juin et le 5 juillet 2024 afin d'élire le président de la république islamique d'Iran au scrutin uninominal majoritaire à deux tours.
Le décès du président Ebrahim Raïssi dans un accident d'hélicoptère le 19 mai 2024 provoque la tenue du scrutin de manière anticipée un an avant la date prévue.
Le réformateur Massoud Pezeshkian et l'ultraconservateur Saïd Jalili — tous deux indépendants — se qualifient pour le second tour, remporté par Massoud Pezeshkian avec 54,76 % des voix.

## Contexte

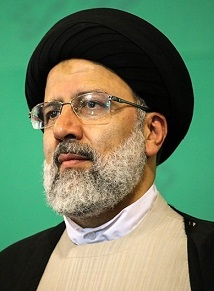
Ebrahim Raïssi

Le président de la république islamique d'Iran est le plus haut fonctionnaire du pays élu au suffrage universel direct, le chef du pouvoir exécutif et le deuxième poste le plus important après le guide suprême. Ses prérogatives sont similaires à celles des chefs de gouvernement d'autres pays, à l'exception du contrôle des forces armées, du système judiciaire, de la télévision d'État et de plusieurs autres organisations gouvernementales clés qui sont sous le contrôle direct du Guide.
Élu président à une large majorité de 72 % des voix dès le premier tour de l'élection présidentielle de juin 2021, Ebrahim Raïssi succède au conservateur modéré Hassan Rohani, qui ne peut se représenter après deux mandats et dont le camp est affaibli par son échec à mettre en œuvre les améliorations économiques promises. La reprise des sanctions internationales contre le programme nucléaire ainsi que la crise sanitaire provoquée par la pandémie de Covid-19 accentuent alors depuis plusieurs années la crise économique à laquelle fait face l'Iran. Sa monnaie, le rial, voit sa valeur chuter, tandis que l'inflation et le déficit budgétaire connaissent une forte hausse. La récession conduit au déclenchement d'importantes manifestations antigouvernementales courant 2019 lorsque le régime décide une augmentation du prix du carburant, dans le contexte de manifestations de grande ampleur dans les pays voisins en Irak et au Liban. Après une répression violente qui voit la mort d'environ 1 500 individus et un arrêt du mouvement, les mensonges des autorités iraniennes au sujet du crash du vol 752 Ukraine International Airlines déclenchent une nouvelle vague de manifestations anti-régime en janvier 2020, plus restreintes et mobilisant essentiellement le milieu étudiant, dans le contexte de la crise américano-iranienne de 2019-2020,.
Candidat ultraconservateur de l'Association du clergé militant, proche du guide suprême Ali Khamenei dont il est décrit comme un successeur potentiel, Raïssi l'emporte à l'issue d'un scrutin dont le Conseil des gardiens de la Constitution a exclu les candidats réformistes. Attendue, sa victoire intervient malgré un taux de participation de seulement 49 %, soit le plus bas de l'histoire de la république islamique. Il s'agit alors d'un coup dur pour le régime, qui a toujours mis en avant des taux de participation élevés pour asseoir sa légitimité,,.
La réputation d'Ebrahim Raïssi est alors celle d'un « visage dur » du régime, autoritaire et ultra-conservateur. Surnommé le « boucher de Téhéran », il avait supervisé des exécutions de prisonniers politiques en 1988 et était accusé de « violations des droits humains » par plusieurs représentants des organisations des droits de l'homme en Iran. Il faisait ainsi partie des personnalités iraniennes sanctionnées par les États-Unis,. Les élections à l'Assemblée des experts organisées en mars 2024 le voient décrocher sans difficulté un troisième mandat consécutif à l'Assemblée des experts chargée d'élire le prochain Guide suprème, consolidant ainsi davantage sa position dans la succession.
Le 19 mai 2024 cependant, Ebrahim Raïssi meurt dans l'accident de son hélicoptère avec l'ensemble des passagers, dont notamment le ministre des Affaires étrangères, Hossein Amir Abdollahian, le gouverneur de la province d'Azerbaïdjan oriental, Malek Rahmati, et le représentant du Guide suprême en Azerbaïdjan oriental, Mohammad Ali Ale-Hashem (en),. Après la confirmation de la mort du président le 20 mai, le gouvernement annonce la tenue d'une élection présidentielle anticipée le 28 juin. La période de campagne électorale est fixée du 12 au 27 juin,. L'intérim est assuré par le vice-président Mohammad Mokhber.

## Système électoral
Le président de la république islamique d'Iran est élu au scrutin uninominal majoritaire à deux tours pour un mandat de quatre ans renouvelable une seule fois de manière consécutive,.
Tout citoyen iranien né en Iran, croyant en Dieu et en la religion officielle de l'Iran — l'islam —, qui a toujours été fidèle à la Constitution et qui est âgé de plus de 21 ans peut s'inscrire comme candidat à la présidentielle. L'Agence de surveillance des élections (EMA), gérée par le Conseil des gardiens de la Constitution, examine les candidatures et sélectionne les candidats considérés comme aptes à se présenter aux élections. Le Conseil des gardiens n'annonce pas publiquement la raison du rejet de certains candidats, bien que ces raisons soient expliquées à chaque candidat individuellement. Les candidatures de femmes ont toujours été exclues par le Conseil,. Cependant, avant l'élection présidentielle de 2021, le porte-parole du Conseil des gardiens a déclaré qu'il n'y pas d'obstacle juridique à ce qu'une femme soit présidente.

## Candidats
Pour être effectives, les candidatures doivent être validées par le Conseil des Gardiens de la Constitution, préalablement les candidats déposent leur candidatures. Le dépôt officiel des candidatures est ouvert entre le 30 mai et le 3 juin, pour une publication des candidatures le 9 juin,.
80 candidats se sont enregistrés, dont 4 femmes. La majorité des candidats appartient aux courants des conservateurs et des ultra conservateurs, cependant le président sortant, par intérim, Mohammad Mokhber n'est pas candidat.

### Retenus
Le 9 juin, le ministère de l'Intérieur publie la liste des six candidats dont la participation est validée par le Conseil des Gardiens.
| Nom                             | Portrait | Fonction actuelle | Parti                                                   | Famille politique |
| ------------------------------- | -------- | --- | ------------------------------------------------------- | ----------------- |
| Mohammad-Bagher Ghalibaf        |          | Président de l'Assemblée consultative islamique | Association progrès et justice de l'Iran islamique (en) | Principaliste     |
| Saïd Jalili                     |          | Membre du Conseil de discernement de l'intérêt supérieur du régime Secrétaire du Conseil stratégique des Relations étrangères (fa)                                                    | Indépendant                                             | Principaliste     |
| Massoud Pezeshkian              |          | Député | Indépendant                                             | Réformiste        |
| Mostafa Pourmohammadi           |          | Dirigeant du Centre de documentation de la révolution islamique | Association du clergé militant                          | Principaliste     |
| Amir Hossein Ghazizadeh Hashemi |          | Dirigeant de la Fondation des martyrs Député et vice-président Se désiste le 26 juin, apporte son soutien aux conservateurs Ghalibaf, Jalili et Zakani et appelle à l'union entre eux | Front pour la stabilité de la révolution islamique      | Principaliste     |
| Alireza Zakani                  |          | Maire de Téhéran Se désiste le 27 juin en faveur d'une union des conservateurs Ghalibaf et Jalili                                                                                     | Parti de la coalition islamique                         | Principaliste     |

## Campagne

### Thèmes et retraits
La campagne se focalise sur les thèmes économiques, les candidats promettant d'améliorer les conditions de vie des Iraniens ainsi que de renforcer les aides sociales,.
Amir-Hossein Ghazizadeh Hashemi et Alireza Zakani retirent finalement leur candidature — respectivement le 26 et le 27 juin —, une décision habituelle lors des élections présidentielles iraniennes. La précédente élection en 2021 avait ainsi vu trois des sept candidats se retirer avant le premier tour. Les deux candidats se désistent en faveur des autres candidats conservateurs, Jalili et Ghalibaf,. Dans la nuit du 26 au 27 juin, une réunion aurait même eu lieu entre ces derniers, Mohsen Rezaï et Ismael Qaani (successeur de Qassem Soleimani à la tête de la Force Al-Qods) afin que le premier se désiste en faveur du second afin d'éviter qu'ils ne terminent tous les deux derrière le réformiste Pezeshkian, voire même d'éviter un second tour face à lui.

### Débats et entretiens télévisés
Les interviews de campagne des candidats commencent le 10 juin 2024, sur l'IRINN pour Ghalibaf et Pezeshkian et sur Canal 1 (en) pour Ghazizadeh Hashemi. Plutôt qu'une interview, Jalili décide de faire une allocution télévisée de 30 minutes sur Canal 1 le lendemain. Il accorde finalement sa première interview à l'IRINN le 12 juin.
La semaine suivante laisse place aux premiers débats télévisés entre les différents candidats,,,. Au total, cinq confrontations audiovisuelles les opposent avant le premier tour,,,.

### Sondages
Un sondage relayé par Press TV le 13 juin 2024 donne Ghalibaf (22 %) et Jalili (19,2 %) largement en tête des intentions de vote au premier tour, devant Pezeshkian (9,8 %). Un sondage suivant donne une plus large avance à Ghalibaf, tandis qu'un autre le montre au coude à coude avec Jalili, qui gagnerait face à lui au second tour. Le lendemain, un sondage de l'ISPA donne pour la première fois Jalili (26,2 %) en tête du premier tour et Pezeshkian (19,8 %) devant Ghalibaf (19 %). Un sondage rendu public quelques jours avant le premier tour donne néanmoins en tête l'unique candidat modéré, Massoud Pezeshkian, avec 33,1 %, devant Saïd Jalili, crédité de 28,8 %, dans ce qui est perçu comme une volonté de l'électorat de manifester son mécontentement envers le gouvernement ultra-conservateur.

## Résultats
| Candidats                | Candidats                | Partis                         | Premier tour | Premier tour | Second tour | Second tour |
| Candidats                | Candidats                | Partis                         | Voix         | %            | Voix        | %           |
| ------------------------ | ------------------------ | ------------------------------ | ------------ | ------------ | ----------- | ----------- |
|                          | Massoud Pezeshkian       | Indépendant                    | 10 415 991   | 44,36        | 16 384 403  | 54,76       |
|                          | Saïd Jalili              | Indépendant                    | 9 473 298    | 40,35        | 13 538 179  | 45,24       |
|                          | Mohammad-Bagher Ghalibaf | Progrès et justice (en)        | 3 383 340    | 14,41        |             |             |
|                          | Mostafa Pourmohammadi    | Association du clergé militant | 206 397      | 0,88         |             |             |
|                          |                          |                                |              |              |             |             |
| Votes valides            | Votes valides            | Votes valides                  | 23 479 026   | 95,70        | 29 922 582  | 98,01       |
| Votes blancs et nuls     | Votes blancs et nuls     | Votes blancs et nuls           | 1 056 159    | 4,30         | 607 575     | 1,99        |
| Total                    | Total                    | Total                          | 24 535 185   | 100          | 30 350 157  | 100         |
| Abstention               | Abstention               | Abstention                     | 36 917 136   | 60,07        | 30 922 164  | 50,32       |
| Inscrits / participation | Inscrits / participation | Inscrits / participation       | 61 452 321   | 39,93        | 61 452 321  | 49,68       |

## Analyse

Taux de participation au 1er tour par province

Taux de participation au 2e tour par province

Le premier tour voit arriver en tête le réformateur Massoud Pezeshkian et l'ultraconservateur Saïd Jalili, indépendant l'un comme l'autre, mais soutenant une vision différente de l'avenir de la république islamique, les deux candidats s'affrontent lors d'un second tour, aucun candidat n'ayant réuni la majorité absolue des suffrages au premier. C'est la première fois depuis l'élection présidentielle de 2005 qu'un second tour est rendu nécessaire. Le premier tour connait par ailleurs un taux de participation historiquement bas, avec seulement un peu moins de 40 % des inscrits s'étant rendu aux urnes. La forte abstention intervient en effet dans un contexte de mécontentement général de la population vis à vis de la mauvaise situation économique ainsi que de la répression des différents mouvement de contestation ayant secoué le pays au cours des années précédentes,,.
Saïd Jalili peut théoriquement compter sur les réserves de voix de ses anciens adversaires éliminés au premier tour, le camp conservateur ayant réuni un cumul de plus de 53 % des voix. Jalili reçoit ainsi le soutien de Mohammad Ghalibaf, arrivé troisième, ainsi que des ex-candidats Alireza Zakani et Amir-Hossein Ghazizadeh Hashemi, qui s'étaient retirés avant le premier tour. La mobilisation des abstentionnistes est en conséquence jugée déterminante pour les réformateurs. Alors qu'il avait verrouillé les récents scrutins parlementaires, le régime iranien — dominé par le Guide et les ultraconservateurs — aurait ainsi permis à un réformateur de se présenter pour favoriser la participation, caution de longue date de la République islamique. Ce « déverrouillage » de facade pourrait aboutir à la présence d'un président réformateur ou modéré, comme l'était auparavant Hassan Rohani, sans que cela ne mette le régime en danger, le président iranien étant largement soumis au contrôle du Guide,.
Massoud Pezeshkian remporte le second tour de l'élection présidentielle avec 54 % des voix et une participation en hausse de 10 points, à près de 50 %. L'annonce des résultats officiels le 6 juillet, est suivi le même jour d'une déclaration de Saïd Jalili reconnaissant sa défaite.
Pezeshkian annonce dans son discours de victoire vouloir adoucir les règles sur le port du Hidjab, mettre fin à la Police de la moralité et renouer le dialogue avec l'Occident, notamment sur le sujet du nucléaire, afin d’aboutir à une levée des sanctions économiques qui touchent le pays. Comme ses prédécesseurs, le nouveau président reste néanmoins soumis au pouvoir du Guide suprême, en plus de devoir composer avec un parlement dominé par les ultra-conservateurs. Pezeshkian avait notamment répété à de nombreuses reprises au cours de la campagne considérer l'opposition à la parole du Guide comme une ligne rouge à ne pas franchir,.
L'investiture du nouveau président, initialement prévue pour le 4 ou 5 août, intervient finalement le 30 juillet,.